# Campionati europei di corsa in montagna 2004
I X Campionati europei di corsa in montagna si sono disputati a Korbielow, in Polonia, il 4 luglio 2004 con il nome di European Mountain Running Trophy 2004. Il titolo maschile è stato vinto da Marco De Gasperi, quello femminile da Anna Pichrtova. 

## Uomini Seniores
Individuale
| Pos.    | Atleta            | Nazione   | Tempo  |
| ------- | ----------------- | --------- | ------ |
| Oro     | Marco De Gasperi  | Italia    | 44'06" |
| Argento | Florian Heinzle   | Austria   | 45'05" |
| Bronzo  | Marco Gaiardo     | Italia    | 45'10" |
| 4       | Robert Krupicka   | Rep. Ceca | 45'17" |
| 5       | Selahattin Selcuk | Turchia   | 45'56" |
| 6       | Alessio Rinaldi   | Italia    | 46'01" |
| 7       | Raymond Fontaine  | Francia   | 46'07" |
| 8       | Alexis Gex-Fabry  | Svizzera  | 46'10" |
| 9       | Peter Lamovec     | Slovenia  | 46'12" |
| 10      | Davide Chicco     | Italia    | 46'16" |

Squadre
| Pos.    | Squadra     | Punti |
| ------- | ----------- | ----- |
| Oro     | Italia      | 10    |
| Argento | Inghilterra | 49    |
| Bronzo  | Svizzera    | 51    |

## Donne Seniores
Individuale
| Pos.    | Atleta               | Nazione     | Tempo  |
| ------- | -------------------- | ----------- | ------ |
| Oro     | Anna Pichrtova       | Rep. Ceca   | 34'50" |
| Argento | Andrea Mayr          | Austria     | 36'27" |
| Bronzo  | Rosita Rota Gelpi    | Italia      | 36'43" |
| 4       | Isabelle Guillot     | Francia     | 36'56" |
| 5       | Izabela Zatorska     | Polonia     | 37'06" |
| 6       | Tracey Brindley      | Inghilterra | 37'37" |
| 7       | Antonella Confortola | Italia      | 37'44" |
| 8       | Flavia Gaviglio      | Italia      | 38'18" |
| 9       | Lucinda Moreiras     | Portogallo  | 38'23" |
| 10      | Lyn Wilson           | Inghilterra | 38'27" |

Squadre
| Pos.    | Squadra     | Punti |
| ------- | ----------- | ----- |
| Oro     | Italia      | 18    |
| Argento | Austria     | 31    |
| Bronzo  | Inghilterra | 37    |

## Medagliere
| Posizione | Paese       | Oro | Argento | Bronzo | Totale |
| --------- | ----------- | --- | ------- | ------ | ------ |
| 1         | Italia      | 3   | 0       | 2      | 5      |
| 2         | Rep. Ceca   | 1   | 0       | 0      | 1      |
| 3         | Austria     | 0   | 3       | 0      | 3      |
| 4         | Inghilterra | 0   | 1       | 1      | 2      |
| 5         | Svizzera    | 0   | 0       | 1      | 1      |